# Одного разу в Україні. Революція (фільм, 2014)
«Одного разу в Україні. Революція» (рос. Однажды в Украине. Революция, англ. Once Upon a Time in Ukraine: The Revolution) — художній фільм 2014 року, знятий на кіностудії «Ступєні» режисером Ігорем Парфьоновим. Події фільму розгордаються під час Євромайдану 2013-2014 років. У 2015 році вийшло продовження стрічки під назвою Одного разу в Україні. Війна про події Україно-російської війни 2014 року на Донбасі.
Світова прем'єра фільму відбулася 6 листопада 2014 у позаконкурсній програмі Specials Міжнародного кінофестивалю Cottbus у Німеччині. Українська прем'єра фільму відбулася 28 листопада 2014 року в київському кінотеатрі «Київ».

## Синопсис
В описі картини зазначається наступне: «З кримського села на березі моря вирушає автобус до Києва. Приєднатися до революції для Ніни — останній шанс знайти правду і врятуватися від місцевих перевертнів у міліцейських погонах. Вона зґвалтована, її подруга убита. Євромайдан дає героїні підтримку нових друзів, у кожного з них своя історія, своя правда, свій біль. Серед них афганець, тренер Беркута із самбо, який перейшов в табір опозиції після подій 30 листопада 2013 року. Але Ніна залишається небезпечним свідком і менти-вбивці-провокатори приїжджають по неї на Майдан для того, щоб не тільки знищити Ніну, але й кров'ю дискредитувати мирних демонстрантів, поставивши собі за мету розігнати Євромайдан».

## Виробництво

Перший міжнародний промо-постер до фільму (2014)

Ідея фільму з'явилася ще в серпні 2013 року, після зґвалтування у Врадіївці двох дівчат. Режисер відклав розробку сценарію, розпочавши зйомки в Києві 7 грудня 2013, після побиття на Майдані студентів. Головною думкою режисера було «показати, що можна знімати малобюджетне кіно. Знімальна група може вміститись в мікроавтобусі разом із всією технікою. Україна витрачає невиправдані кошти на зйомки картин, котрі потім ніхто не дивитиметься». Фільм розпочинається із сцени насилля над двома дівчатами, що була відзнята в Ялті ще до анексії Криму. Олена Слюсарчик, харківська акторка і майстер художньої гімнастики, виконавиця головної ролі Ніни, після зґвалтування двома міліціонерами вирушає на Майдан шукати правду. Присутність сцен насилля у фільмі не завадили їй зіграти головну героїню. «Адже потрібно показати правду, хоч це і важко, щоб привернути увагу до проблеми»,- зазначила Олена. Гімнастка і режисер познайомились підчас акції на захист тварин, влаштованої правозахисним фондом «Сходи», очолюваного Парфеновим. Олена зауважила: «Підчас Майдану я зрозуміла, що можу бути корисною, як творча людина, а не просто тримати плакат. Революція показала світові, що ми не є раби». Отже, гімнастка знімалася в кіно на волонтерських засадах.
За словами творців проекту, ігрові сцени знімалися безпосередньо під час реальних подій на Майдані та вул. Грушевського. «Фільм не мав бюджету, бо знімався на громадській основі та за волонтерської допомоги», — зазначають творці.
За задумом режисера, кіно матиме продовження і міститиме ще дві частини. Зараз знімається його друга частина про війну на Донбасі, а згодом запланована й третя- «Мартін Іден», про долю творчої інтелігенції в Україні, бо «в сучасному суспільстві багато підробок під мистецтво, а справжнє мистецтво має розродитись, як вагітна жінка, аби щось показати»- сказав Парфенов. Жоден з акторів не є професіоналом. «Хоча в мене знімалося багато видатних артистів, зокрема, Армен Джигарханян, але ж я дійшов висновку, що для авторського фільму це непотрібно. Адже є ризик того, що глядач дивитиметься на відомих особистостей, а не картину». Ігор Парфенов вважає врадіївські події прелюдією Майдану, бо після них була влаштована хода із Врадіївки до Києва з подальшою вимогою селян змінити міністра внутрішніх справ і міліцейську владу.
Не дивлячись на першопочаткову пересторогу майданівців, робота знімальної групи на Хрещатику згодом дістала їх схвальне ставлення і допомогу. Ідеєю режисера було зняти не документальну, а саме художню стрічку. «Вже знято тисячі документальних фільмів про цей період історії, тому нецікаво монтувати чужі кадри», -зазначив Парфенов. Фільм був продемонстрований на кінофестивалі в Котбусі, Німеччина. Не дивлячись на трагічний сценарій, проект, на думку митця, є оптимістичним, бо показує «очищення через біль».

## Знімальна група
- Режисери: Ігор Парфьонов
- Оператори: Олександр Буров, Дмитро Шиповський, Юрій Перетяченко, Володимир Аксьонов
- Актори: Олена Слюсарчик, Олександр Яхно, Артур Сілко,Сергій Отводенко

## Прем'єра
Прем'єра стрічки відбулася 28 листопада 2014 року в Києві у кінотеатрі «Київ». 6 лютого 2015 року фільм був одним з 7 кінострічок представлених від України на кіноринку Berlinale.